# Orde van de Heilige Rupert

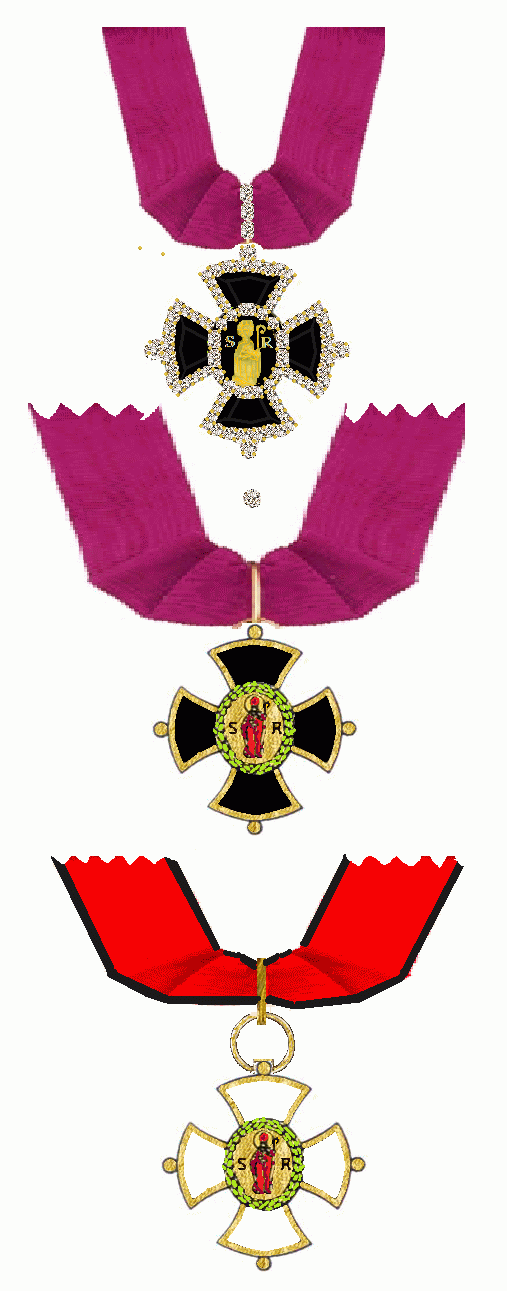
Commandeurskruis met diamanten, 18e eeuw. Ridderkruis 18e eeuw. Modern kruis, de verhoging ontbreekt.

De Orde van de Heilige Rupert, (Duits: St. Ruperti-Ritterorden of Orden des heiligen Rupert), was een militaire ridderorde van de vorst-aartsbisschoppen van Salzburg. De heilige Rupert van Salzburg was de patroon van de stad Salzburg.
In het Latijn wordt de orde Ordo Equestris in Honorem Sancti Ruperti Eclesiæ Salisburgensis Patroni genoemd.
Op 15 januari 1699 sloten de Verheven Porte, Oostenrijk, Rusland, Venetië en Polen Carlwitz een "eeuwigdurende vrede". Ter herinnering aan dit heugelijke feit stichtte aartsbisschop Jan Ernst van Thun, prins-aartsbisschop van Salzburg, in 1701 een Orde van de Heilige Rupert. De orde bestond uit niet meer dan twaalf ridders uit de adel van het Salzkammergut en deze werden in zes "Kleine Ridders" of expectanten en zes "Werkelijke Ridders" verdeeld.
Vorst-aartsbisschop Jan Ernst van Thun en Hohenstein kreeg de bijnaam "de stichter". Hij stichtte tal van kerken en liefdadige instellingen en in de op 12 mei 1701 vastgestelde statuten van de Orde van de Heilige Rupert was de kerkvorst zeer royaal. Keizer Leopold I van het Heilige Roomse Rijk gaf op 23 augustus 1701 zijn toestemming voor het instellen van een Orde van de Heilige Rupert. De eerste ceremonie van de orde vond plaats op 15 november 1701 in der Ordenskirche der Dreifaltigkeit in Salzburg. Deze kerk bleef met de orde verbonden, in de linkerzijbeuk bevindt zich de sluitsteen van de gezamenlijke grafkelder van de ridders van de Orde van de Heilige Rupert. In de kerk zijn marmeren platen ter gedachtenis van de ridders aangebracht. Het hart van vorst-aartsbisschop Jan Ernst van Thun rust in deze grafkelder in een door Fischer von Erlach ontworpen sarcofaag.
De orde werd bestuurd door een commandeur. De ridders en de commandeur mochten niet gehuwd zijn maar wel uit de orde treden wanneer zij een huwelijk wilden sluiten.
Doel van de orde was het bevorderen van de weerbaarheid. De orde moest "bekwame krijgslieden opleiden". In de 17e en 18e eeuw bedreigden de Turken de Europese oostgrens. Zij belegerden Wenen en hun schepen plunderden tot in Ierland de Europese havenplaatsen. Daarbij werden de Turken door het Frankrijk van Lodewijk XIV gesteund. In Salzburg werden de vestingwerken met het oog op de Turkse bedreiging versterkt. Salzburg was politiek in een lastig parket gebracht omdat het kleine maar rijke en onafhankelijke Vorst-Aartsbisdom tussen de Fransen en hun Beierse bondgenoten enerzijds en de Habsburgse kroonlanden anderzijds lag.
De stichter sprak in de door hem aan de orde gegeven statuten van het tegengaan van lanterfanten, hij gebruikte het woord "müsiggang", door de jonge edelen in het Salzkammergut. De Orde van de Heilige Rupert moest de jongelui opwekken tot het oefenen in de weerkunst zoals bekwaamheid schermen, schieten en rijden. De orde moest twaalf jonge ridders uit de Salzburgse adellijke geslachten opnemen. Ook wanneer deze geen burgerrechten bezaten en het "Landsmannschaft" dus ontbeerden. Zes ridders-grootkruis moesten in het veld trekken terwijl de zes "kleine kruisen" in het Virgilianum werden opgeleid. Ook dansen en talenkennis behoorden tot hun opleiding. De ridders moesten vier adellijke grootouders kunnen aantonen, in het jargon van de ridderorden heet dat "vier kwartieren bewijzen", en volkomen gezond zijn. De vorst-aartsbisschop verwachtte dat een ridder van de Heilige Rupert 12 jaar militaire dienst zou vervullen. De commandeur kreeg een zetel in de Staten van Salzburg.
Het model van een militaire orde op religieuze basis vond de vorst-aartsbisschop in Spanje, Duitsland en Italië bij de militaire orden. Vrijgezelle of tot monnik gemaakte edellieden vochten daar tegen heidenen, later tegen de vijanden van hun orde.
De Oostenrijkse keizer en koning van Hongarije Jozef II heeft tijdens een parade eens gezegd dat hij "gaarne nog meer Rupertsridders onder zijn vaandels zag" omdat juist deze Salzburger edelen zich op het slagveld hadden onderscheiden door hun grote moed.
De orde werd ten tijde van de secularisatie van het aartsbisdom in 1802 opgeheven. De bezittingen vielen aan de Beierse regering. In 1835 besloot Beieren om de fondsen ter beschikking te stellen van de Orde van Verdienste van de Beierse Kroon. Het geld werd voor toelagen aan de kinderen van de Beierse ridders in die orde gebruikt.
Het rupertskruis werd in 1850 weer gebruikt als kruis van de nieuw ingestelde Frans Jozef-orde.

## Versierselen
Het versiersel van de orde werd om de hals gedragen. Het was een goudomrande zwart geëmailleerd Maltezer kruis met gouden ballen op de vier concaaf eindigende punten. Men ziet het rupertkruis op vroege portretten aan een violet lint of een ketting hangen. In het midden van het medaillon is een gouden of geëmailleerde afbeelding van Sint-Rupert in vol ornaat met kromstaf en mijter afgebeeld. Op de keerzijde staat een rood geëmailleerd kruis. Oorspronkelijk was het lint paars, maar aartsbisschop Sigismund veranderde het lint in 1767 in rood met een zwarte bies. De ridders waren een dergelijk lint al in 1760 gaan dragen. Vorst-aartsbisschop Sigismund v. Schrattenbach, die regeerde van 1753 tot 1771 schonk de commandeurs een in rood en goud geborduurde ster om op de linkerborst te dragen. In het midden van de ster waren de letters SR afgebeeld.
Op de portretten van de commandeurs zijn een violet en blauwachtig om de hals gedragen lint afgebeeld. De verf kan in de loop der eeuwen zijn gaan verkleuren. De portretten van Nepomuk Dückher Freiherr von Haßlau auf Urstein und Winkl en Leopold Anton Graf Lodron tonen het rode lint met de zwarte bies als over de rechterschouder gedragen grootlint.
De oprichter zorgde voor een fors startkapitaal. In de akte van schenking, beval hij de overdracht van het kasteel Emsburg aan de Orde van de Heilige Rupert. Dit kasteel werd de zetel van de orde die ook 90% van de aandelen van de ijzermijnen in Lungau, een verpachte herberg en een smederij ontving. De stichter liet ook de versierselen voor commandeurs en ridders vervaardigen.
Gustav Adolph Ackermann schreef in 1855 nog "wanneer deze door keizer Leopold I erkende orde in de vergetelheid geraakte, weet niemand, maar in 1760 erkende prins-aartsbisschop Sigmund von Schrattenbach de orde nog. Er was tot aan de secularisatie van Salzburg nog een commandeur in functie". Sindsdien is er in Salzburg onderzoek naar de orde gedaan.
De Orde werd zoals veel oude adellijke en religieuze instellingen tijdens de Napoleontische oorlogen opgeheven. In 1810 kwam Salzburg in Beiers bezit. Dat leidde tot de secularisatie van tal van religieuze Salzburger instellingen en betekende in 1811ook het einde van de Orde van de Heilige Rupert. De bezittingen, waaronder het door de commandeurs bewoonde kasteel werden aan de Beierse staat overgedragen. Toen Salzburg in 1815 in Oostenrijks bezit kwam werd de Orde niet hersteld.
Tot aan de Tweede Wereldoorlog bezat het museum in Salzburg nog een verzameling uit de 18e eeuw stammende kruisen van de Orde van de Heilige Rupert. Deze kruisen waarvan sommige met edelstenen waren versierd zijn in 1945 zoek geraakt.

## Het kasteel Emsburg
De commandeurs lieten alle vensterluiken en deuren met het kruis van de orde beschilderen, daarom werd het kasteel al snel de "Kreuzhof" of "Ritterhof" genoemd. In 1811 werd de orde geseculariseerd wat inhield dat alle bezit aan de Beierse staat viel.In 1816 was Salzburg als hertogdom een van de Oostenrijkse kroonlanden geworden. De Beieren dwongen het Stift van Sint-Peter in Salzburg om in ruil voor de Emsburg afstand te doen van de aanspraken op bezittingen in Beieren. In 1868 werd het slot aan Hugo Graf Lamberg verkocht. Het kwam in 1873 na verbouwingen in handen van Sigmund Graf Thun-Hohenstein. In 1908 kwam het in bezit van de beroemde kunstverzamelaar Kunibert Graf Lamberg. Het slot doorstond de Tweede Wereldoorlog zonder veel schade maar de stallen werden na de oorlog afgebroken. Sinds 1948 is het kasteel het moederhuis van een congregatie van katholieke vrouwen; de "Kongregation der Halleiner Schulschwestern".
Ondanks al deze veranderingen zijn in de architectuur nog veel sporen van de Orde van de Heilige Rupert te vinden. De grote portretten van de commandeurs van de heilige Rupert hangen nog steeds in de hal van het kasteel.

## Bekende commandeurs
- 1702-1709 Johann Ernst Graf Warmund Khuen
- 1710-1713 Franz Anton Freiherr von Rehlingen
- 1714-1767 Joseph Anton Graf Plaz, hij bracht het tot Keizerlijk Feldmarschall-Leutnant.
- 1767–1798 Josef Johann Nepomuk Dückher Freiherr von Haßlau auf Urstein und Winkl
- 1798-1802 Leopold Anton Graf Lodron
- 1802-1810 Johann Ferdinand Dücker Freiherr von Haßlau, Urstein und Winkl was van 1802 tot de ontbinding in 1810 de laatste commandeur.

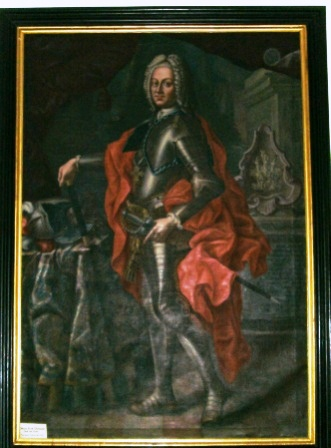
Johann Ernst Warmund Graf Khuen von 1702 bis 1709
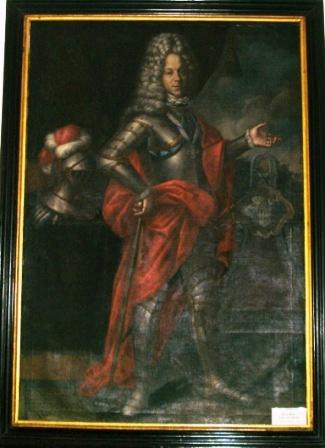
Franz Anton Freiherr von Rehlingen, 1710-1713
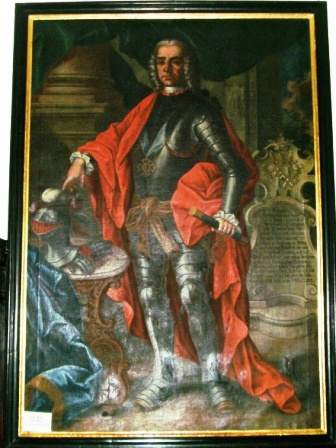
Joseph Anton Graf Plaz, 1714-1767
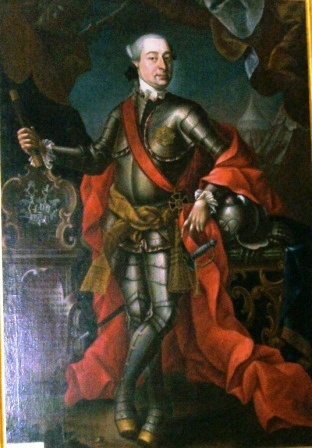
Josef Johann Nepomuk Dückher Freiherr von Haßlau auf Urstein und Winkl, 1767–1798
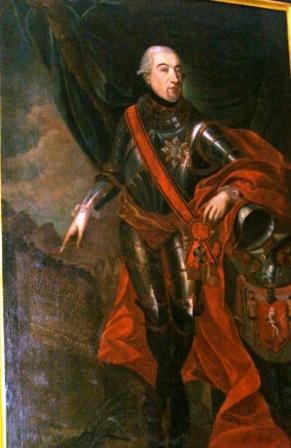
Leopold Anton Graf Lodron, 1798-1802

## Een nieuwe Orde van de Heilige Rupert
In 1978 werd een orde met de naam St. Rupert-Orden (SRO) ingesteld. De leden van deze vereniging, het is volgens het orderecht geen ridderorde maar een pseudo-orde, dragen wit geëmailleerde versierselen aan een rood lint met een zwarte bies.
De "Präsident der Internationalen Ordens-Union" werd op 27 maart 1977 gevraagd om de Ruperti-Ritter-Orden te erkennen. De orde spreekt over het "unter seine Souveränität stellen". De orde werd een autonome gemeenschap in de in 1981 opgerichte "Internationalen Ordens-Union". Deze unie is het levenswerk van de in 1922 geboren dierenarts Friedrich Josef Anton Perko wiens familie in Oostenrijk de in 1899 door Frans Jozef I van Oostenrijk erfelijk verleende titel "Ritter von Greiffenbühl" volgens de Oostenrijkse wet niet meer mag gebruiken. Dr. Perko noemde zich zonder recht "Perko-Greiffenbühl-Friaul" en gebruikte de titel "Hertog van Friaul".
De huidige orde kent een regent en een grootmeester. De grootmeester wordt door een "Ordensregierung" ondersteund.
Het feest van de orde en de installatie van nieuwe leden vindt als in de 18e eeuw ieder jaar op de feestdag van Sint-Rupert, dat is 24 september, in de Dreifaltigkeitskirche in Salzburg plaats.
De huidige St. Rupert-orde wil de Traditie van de verdwenen Ruperti-Ritterordens bewaren en voortzetten. De orde onderschrijft zonder voorbehoud het christelijke gedachtegoed en streeft naar een »Abendländischen Erneuerung«. Daarmee is in de conservatieve katholieke kring van de ridders een herstel van de dominante positie van de kerken in een verenigd Europa bedoeld.
De orde richt zich daarnaast op het bevorderen van de culturele uitstraling van Oostenrijk en men name op de Europese muziek en de Europese schone kunsten. De belangrijke Salzburgse rol in deze tradities en het behoud van de monumenten in Salzburg spelen daarbij een bijzondere rol. Door een actieve gemeenschap van cultuurbewuste personen bijeen te brengen wil de St. Rupert-orde zonder op grenzen te letten de volkeren verzoenen en de vrede dienen.